# John M. Paxton Jr.
John M. Paxton jr. (Chester, 25 giugno 1951) è un generale statunitense è un generale in pensione dell'United States Marine Corps che servi come 33° Assistant Commandant of the Marine Corps..
Prestò servizio in precedenza come comandante generale del U.S. Marine Corps Forces Command (MARFORCOM); comandante generale della Fleet Marine Force Atlantic (FMFlant); Comandante dell'U.S. Marine Corps Forces Europe e della II Marine Expeditionary Force. Paxton si è pensionato il 4 agosto 2016 dopo 42 anni di servizio.
In precedenza, Paxton è stato anche direttore delle J3 - Operations, ed il capo dello staff delle Multinational Forces-Iraq. U.S. Defense Secretary Robert M. Gates ha annunciato la nomina di Paxton a tenente generale il 13 marzo 2008.

## Biografia

### I primi anni e l'educazione
Nato a Chester (Pennsylvania) nel 1951, Paxton ha frequentato la Cornell University di Ithaca (New York), ottenendo dapprima una laurea e poi un master in ingegneria civile. Venne quindi eletto nella Sphinx Head Society. Successivamente fu membro della Delta Upsilon. Dopo aver frequentato la Officer Candidates School, ottenne il grado di secondo luogotenente nel U.S. Marine Corps nel 1974.
Frequentò inoltre la U.S. Marine Corps Amphibious Warfare School, la U.S. Army Infantry Officer Advanced Course e lo U.S. Marine Corps Command and Staff College. Dal 1994 al 1995 Paxton fu un Federal Executive Fellow nel Foreign Policy Studies presso la Brookings Institution. Ha inoltre frequentato l'XI seminario del Massachusetts Institute of Technology come marine.

### La carriera

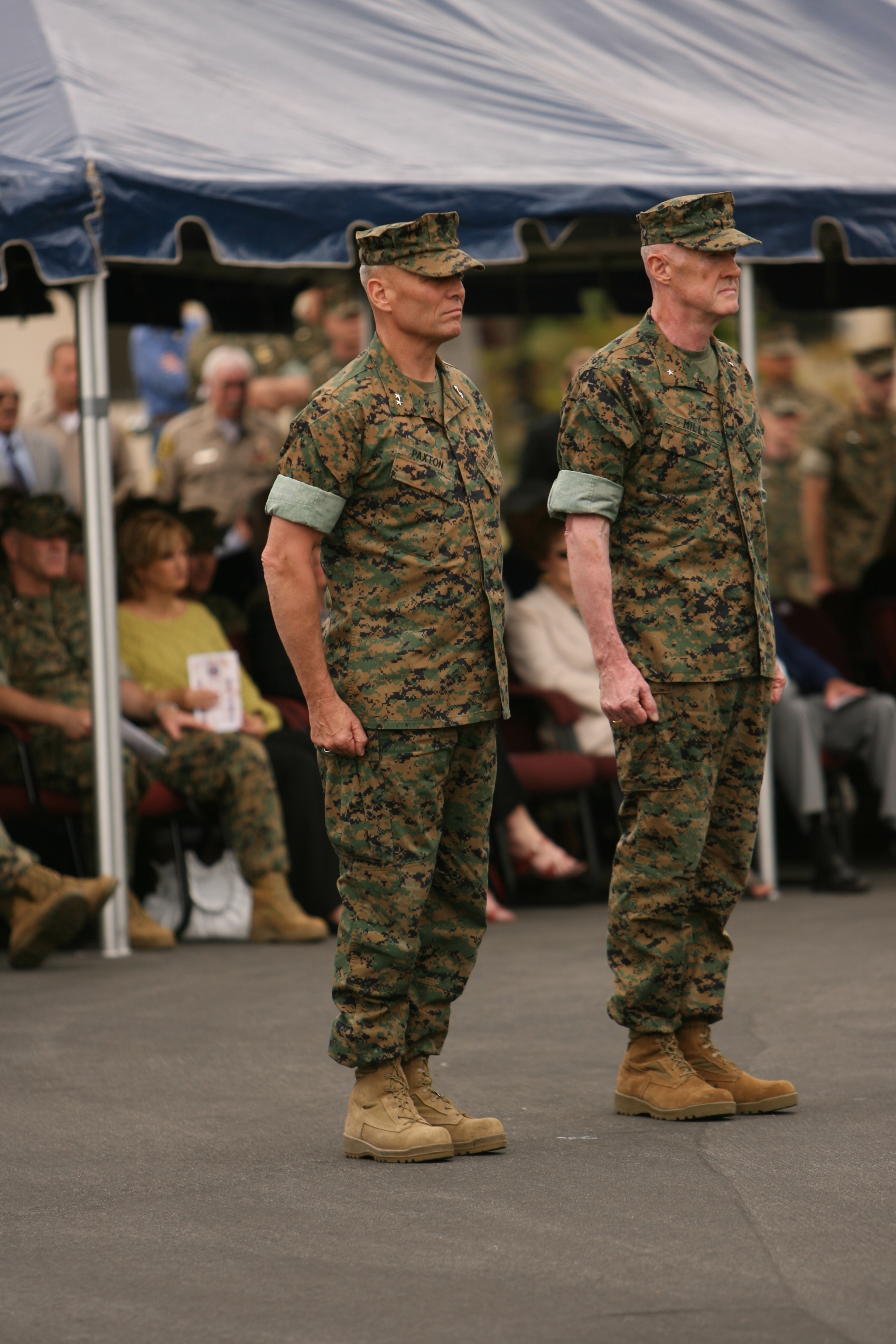
Paxton (a sinistra) cede il comando della 1st Marine Division il 22 maggio 2007.

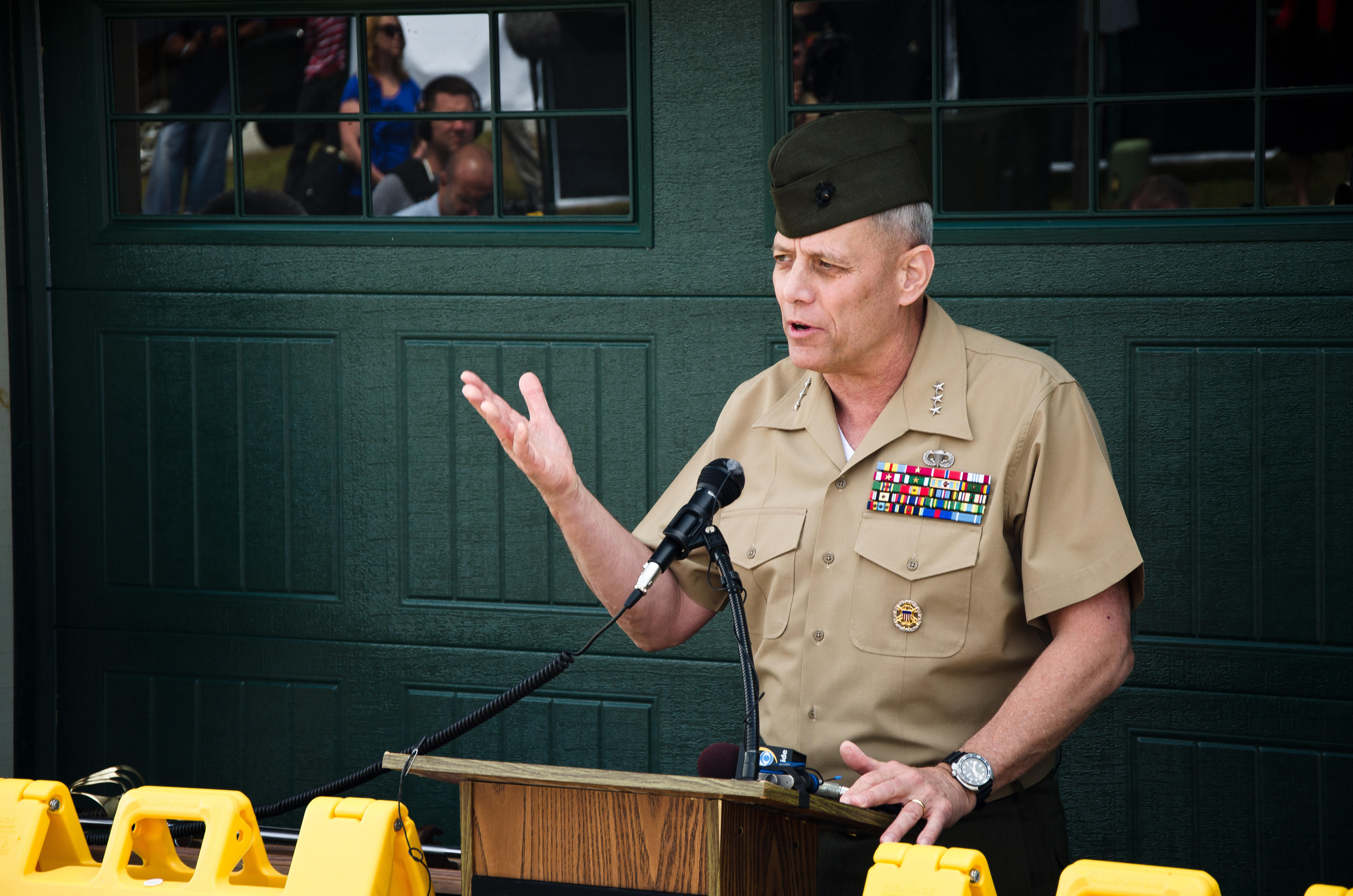
Paxton tiene un discorso nell'aprile del 2012.

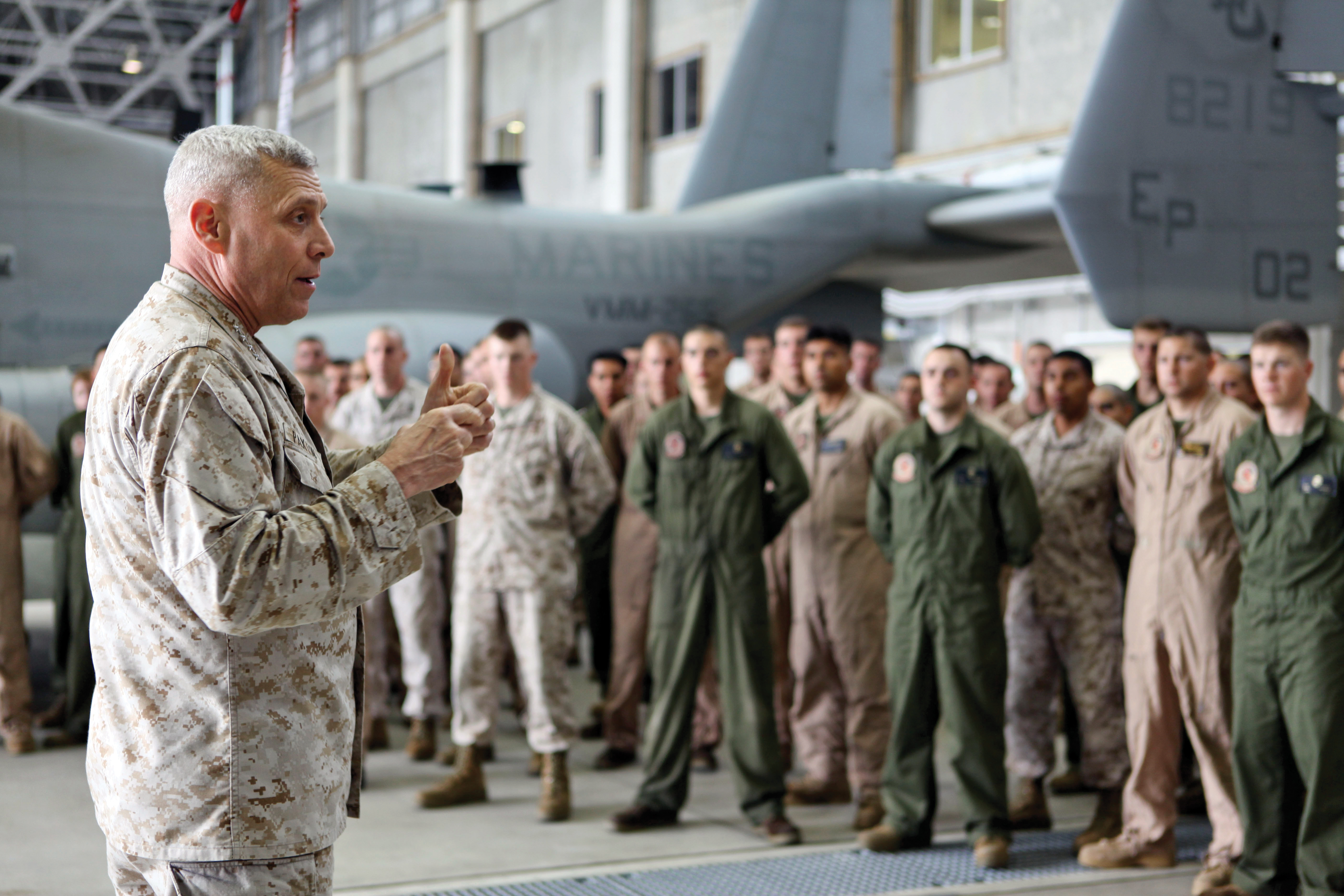
Paxton in un discorso nel marzo del 2013.

Dopo aver completato la The Basic School, Paxton venne affidato alla Airborne School di Fort Benning, in Georgia e quindi assegnato al Rifle Platoon Commander della Bravo Company, 1st Battalion, 3rd Marines, 1st Marine Brigade, Kaneohe, Hawaii.
Paxton prestò servizio due volte nel 1st Marine Division (3rd Battalion, 5th Marines e nel 1st Marines), ed una volta nella 2nd Marine Division (1st Battalion, 8th Marines), e due volte nella 3rd Marine Division (1st Battalion, 3rd Marines e 2nd Battalion, 4th Marines), comandando un plotone, una compagnia, un battaglione e poi l'intero reggimento. Fu comandante del Battalion Landing Team 1/8 dall'aprile del 1992 al giugno del 1994. Fu impegnato con la 22nd Marine Expeditionary Unit Special Operations Capable e Template:USS Battle Group come Landing Force 6th Fleet (LF6F 2-93) e Joint Adaptive Task Force 93-2 in supporto alle operazioni in Bosnia ed Erzegovina, e poi a Mogadiscio, in Somalia.
Oltre che come comandante, Paxton fu attivo nella sessione Operations, Plans and Training (G3/S3) del suo battaglione, poi del suo reggimento ed infine nella divisione (1st e 2nd Marine Divisions) e nella Marine Expeditionary Force (II-MEF). Fu comandante ufficiale della Company B, Marine Barracks, 8th & I, Washington (1980–81); Comandante ufficiale della Marine Corps Recruiting Station New York, New York (1985–88); Strategic Plans Branch (PLS), Plans, Policies and Operations (PP&O) Department, Headquarters United States Marine Corps; e fu Executive Assistant ed aiutante del segretariato della marina presso il Marine Corps (1996–97). Paxton è stato inoltre un Joint Service Officer, avendo prestato servizio al comando delle forze combinate delle Nazioni Unite in Corea del Sud dal 1989 al 1991 come Amphibious Operations Officer e Executive Officer, Crisis Action Team.
Dal giugno del 1997 al giugno del 1998, Paxton fu Assistant Chief of Staff G3 (Operations, Plans and Training). Il suo successivo comando, dal giugno 1998 al giugno 2000, fu il comando del 1st Marine Regiment. Dal 2000 al 2001, Paxton fu impegnato per un anno come United States Marine Corps Fellow (National Security Studies) al Council on Foreign Relations di New York. Dal luglio del 2001 all'agosto del 2003, fu direttore, Programs Division (RP), e assistente del vice comandante del Marine Corps for Programs and Resources (ADC,P&R), Headquarters Marine Corps.
Dal 2003 al 2006, Paxton fu comandante generale del Marine Corps Recruit Depot San Diego e della Western Recruiting Region.
Il 22 maggio 2007, Paxton rinunciò al comando della 1st Marine Division a favore del generale di brigata Richard P. Mills. Paxton servì quindi come capo dello staff delle Multi-National Force - Iraq. Avanzato al grado di tenente generale nel 2008, Paxton prestò servizio inizialmente come direttore, Strategic Plans and Policy (J-5) del Joint Staff, e poi venne nominato e confermato al Operations Directorate (J-3), dove rimase in servizio sino alla nomina a CG, II MEF; e CG, Marine Forces, Africa.
Paxton si ritirò dal servizio attivo nell'agosto del 2016.